# 청바지 (영화)
"청바지"는 한국에서 제작된 이형표 감독의 1974년 영화이다. 신영일 등이 주연으로 출연하였고 신태선 등이 제작에 참여하였다.

## 출연

### 주연
- 신영일
- 장미화
- 최불암